# Тракийска фолклорна област
Тракийската фолклорна област е българска фолклорна област, обхващаща историко-географската област Тракия, която освен в България се намира и в Турция и Гърция. Най-вече заради различия в танцовия фолклор обикновено бива поделена в две подобласти, едната подобласт включва Пазарджишко и Пловдивско, а другата Старозагорско, Хасковско, Ямболско, Сливенско, северната част на Бургаско, южната част на Лозенградско, вилаетите Родосто и Одрин и демите Орестиада и Димотика.
За народното творчество, от гледна точка на музиката, в Тракийската фолклорна област е характерно спокойствието в изпълнението. Типични са красивите и нежни песни, пяти основно от жени.
Тракийският музикален фолклор е познат с т.нар. „пеене-отпяване”, при което част от изпълнителите пеят, а останалата част им „отпяват”. Също както при Северняшката област и тук е характерно пеенето в ограничен тонов обем.
Сред най-често изпълняваните песни своето място намират обредните, трапезните и седенкарските песни. Други характерни за областта са епичните хороводни песни.
Именно старинната фолклорна култура на Тракийската област е сътворила емблематичната за българина песен „Притури се планината”, която придобива световна известност, след модерния аранжимент на Жаки Анона.
Други типични песни, прочули уникалното явление  "тракийския фолклор" са „Даньова мама думаше”, „Полегнала е Гергана”, „Любили се двама млади”, „Невено, моме”, „Мъри, Стано”, „Бяла Калина”.
Най-популярният музикален инструмент, както за цяла България, така и за обширната Тракийска фолклорна област, е кавалът – дървен духов инструмент, неразделна част от народното творчество.
Богатството на музиката по тези земи се обогатява и от мелодията на гайдата, духов музикален инструмент, съпровождащ всеки празник, допълвайки музиката на населението с емоционалния заряд, които придава на песента.
Характерна за тези земи е предимно Джура-гайда, известна със своята височина и яснота на звука. По-рядко по тези земи се среща познатата по на север гъдулка.
Друг популярен инструмент тук е тъпанът. Тъпанът по произход е арабски инструмент, но още през X век навлиза в българския фолклор и става емблематичен за него. Характерен е за сватбите на местното население и за всеизвестните всекиму кукерски танци и различни ритуали.